# Iglesia de la Restauración de Jesucristo de los Santos de los Últimos Días
La Iglesia de la Restauración de Jesucristo de los Santos de los Últimos Días es una denominación del Movimiento de los Santos de los Últimos Días con sede en Independence, Misuri. La iglesia fue organizada formalmente el 6 de abril de 1991 por miembros de la Comunidad de Cristo que se habían distanciado de la iglesia cuando comenzó a ordenar a mujeres e introdujo otras innovaciones a fines del siglo XX.
La historia temprana de la iglesia estuvo fuertemente influenciada por M. Norman Page, un miembro de la Comunidad de Cristo, que afirmó haber recibido dos revelaciones que pedían una reorganización de la iglesia. En 1993, Marcus Juby fue nombrado primer presidente de la iglesia, cargo que ocupó hasta su renuncia en 2001. Mark Evans fue elegido presidente poco después de la renuncia de Juby. A principios de 2007, el presidente Mark Evans renunció por motivos personales. Su consejero en la Primera Presidencia, Woodrow ("Woody") Howell, se convirtió en presidente interino. Howell fue elegido por la Conferencia General de la Iglesia de la Restauración de abril de 2009 como profeta y presidente de la iglesia por derecho propio, y fue apartado para ese cargo el 11 de abril de 2009. Actualmente, el presidente Howell y Andrew Gross sirven en la presidencia.

## Sagradas escrituras
Los textos sagrados de la Iglesia de la Restauración son los siguientes:
- La traducción de la Santa Biblia, traducida por el fundador del Movimiento de los Santos de los Últimos Días, el Profeta Joseph Smith.[1]

- El Libro de Mormón, considerado como un registro de los nefitas.[1]

- Doctrina y Convenios hasta la sección 144 de la edición de la Comunidad de Cristo.[1]

- Las Revelaciones de la Restauración, autorizadas por la Asamblea General en 1995, consisten en revelaciones inspiradas presentadas y aceptadas por las Asambleas Generales de la Iglesia como la mente y la voluntad de Dios. En abril de 2003, contiene 36 documentos de este tipo.[1]

## Ordenanza del bautismo
La ordenanza del bautismo se realiza por inmersión para los mayores de 8 años. Según las revelaciones de la restauración, Revelaciones 24:11-12 (publicado en abril de 1998), solo el sacerdocio de la Iglesia de la Restauración tiene la autoridad de Dios para realizar bautismos. Todos los bautismos en los otros grupos de Santos de los Últimos Días y en todas las demás iglesias cristianas son inválidos y no tienen eficacia. "Cuando aquellos que fueron bautizados fuera de la autoridad de mi iglesia buscan membresía, deben ser rebautizados por aquellos que tienen autoridad". (Revelaciones 24:11).